# 呼続公園

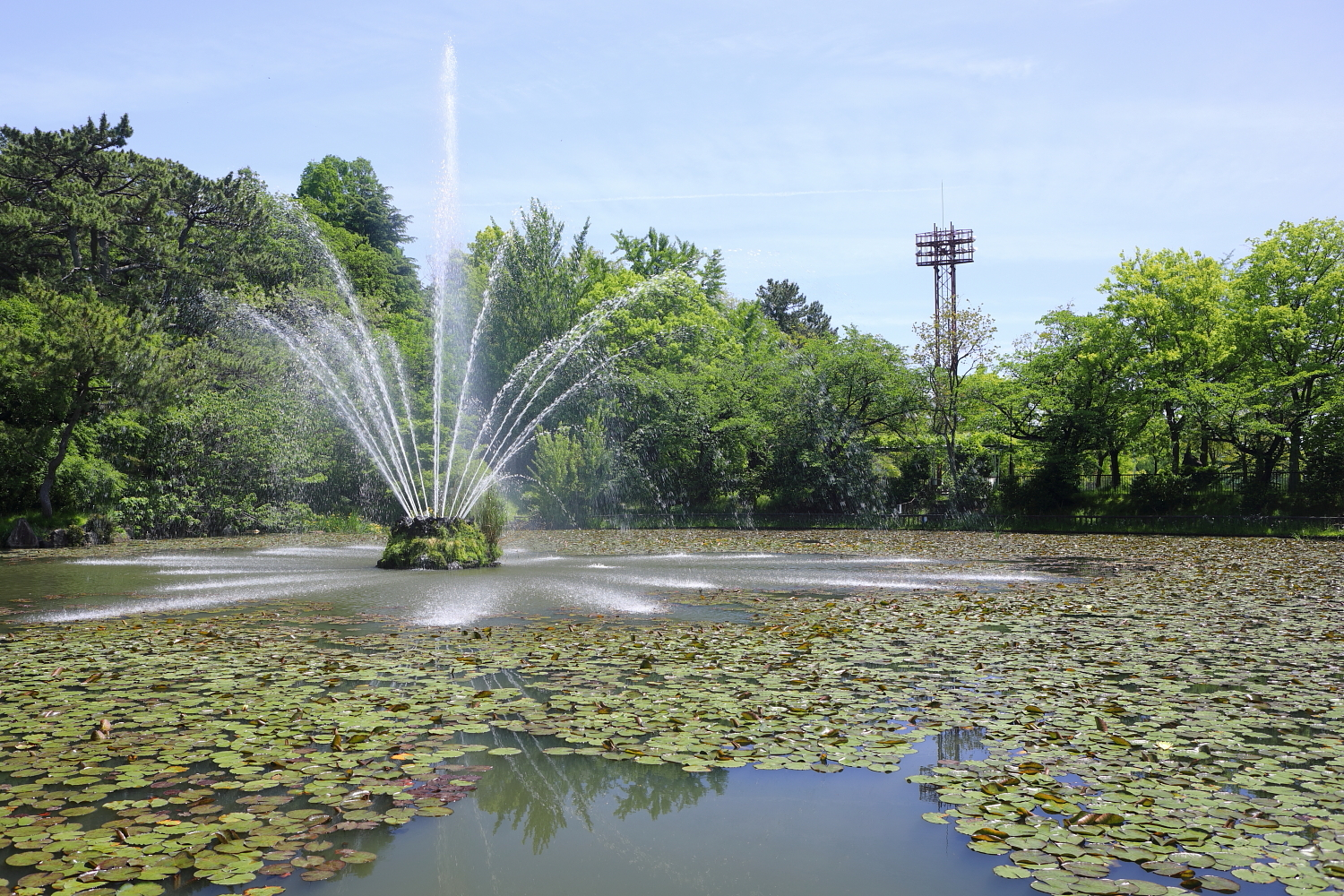
曽池
（2021年（令和3年）5月）

呼続公園（よびつぎこうえん）は、愛知県名古屋市南区呼続4丁目にある公園。

## 沿革
1940年（昭和15年）に長楽寺から名古屋市へ土地が寄付され、1947年（昭和22年）に戦災復興に伴う都市計画において地区公園化が決定。、1956年（昭和31年）10月15日に供用を開始した。曽池と呼ばれる池や野球場などからなり、ツバキやサクラの名所としても知られる。広さ4.35ヘクタール。
池のほとりには源頼朝が京へ上洛する際に旗を掛けて休んだと伝わる旗掛けの松があるが地元の老人の話によるとこれは偽物であり元々は鎌倉街道と旧東海道の交差点あたりにあり、1950年（昭和25年）ごろに道を車が通れるように舗装した際、松並木を全て切ってしまい、そこに残されてしまった石碑を今の場所に移しただけだと言う。
また、公園の北側には名古屋市の緑政土木局・南土木事務所の分所が設置されて公園施設の管理などを行なっているほか、地元住民向け施設として呼続コミュニティセンターも置かれている。公園の南側には南ふれあい広場があって滑り台なども設置されており、子供の遊び場となっている。
2014年（平成26年）、近隣の住民からの苦情もあり、曽池の水かえを実施した。2018年（平成30年）あるいは2019年（令和元年）、バスケットゴールが北部に設置された。

## 曽池遺跡
公園一帯からは縄文時代晩期の竪穴建物や中世の掘立柱建物の遺構が見つかっており、曽池の周辺からは土師器や山茶碗が、グラウンド造成の際にも須恵器が出土していることから曽池遺跡と呼ばれている。

## 周辺の施設など
- 長楽寺
- 富部神社
- 桜神明社（桜神明社古墳）
- 名古屋市立新郊中学校
- 名古屋市立呼続小学校

## アクセス
- 名鉄名古屋本線 - 桜駅から徒歩で約10分。
- 名古屋市営地下鉄桜通線 - 桜本町駅から徒歩で約15分。